# Guarana
A guarana (Paullinia cupana) a szappanfavirágúak (Sapindales) rendjébe és a szappanfafélék (Sapindaceae) családjába tartozó faj.
Piros toktermésében 1-3 mag található. A mag nagy részét a sziklevél teszi ki. A termés feldolgozása során a szikleveleket pörkölik, finomra aprítják, vízzel összepréselik és szárítják. A mag porából keményítő hozzáadásával 100-500 g-os rudakat készítenek. Az így készített guaranát, vagyis gvaránapasztát galenusi készítmények formájában alkalmazzák.
Dél-Amerikában honos gyógynövény, ahol az őslakos indiánok évszázadok óta fogyasztják. A koffeintartalom 2,5-8%-ot is elérheti. Ennek köszönhetően javítja a testi és szellemi teljesítőképességet.

## Felhasználása
Élénkítő hatású italok (pl. guaraná üdítőitalok) készítésén kívül a guaranálián aszténia, vagyis általános testi gyengeség, fáradtság ellen, fogyókúrákban és enyhe hasmenés kiegészítő kezelésében nyújthat segítséget.

### Gyógyhatása
Fiziológiás hatása a koffeinnek és származékainak köszönhető.  
Ezek a mennyiségtől függően fokozzák a szívösszehúzódás erejét, gyorsabbá teszik a vizeletkiválasztást, a zsír és cukor lebontását, valamint elősegítik a gyomornedv kiválasztását és gátolják a vérlemezkék összecsapódását. 
A növény alkalmazása veszélytelen, de nagy (100 mg-ot meghaladó) adagban, egyénenként változóan, a koffein mellékhatásaként szapora szívverést, gyomorfájást, hányingert, fejfájást, idegességet, álmatlanságot, remegést okozhat. Túladagolása fokozza a spontán vetélés és a koraszülés veszélyét. 

## Képek

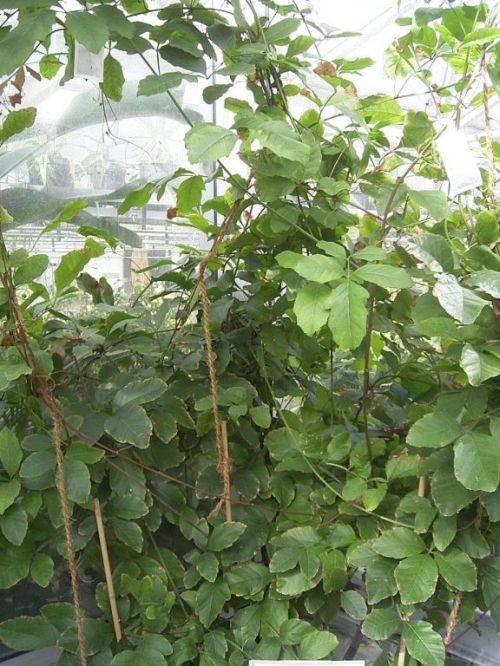
Guarana levelei
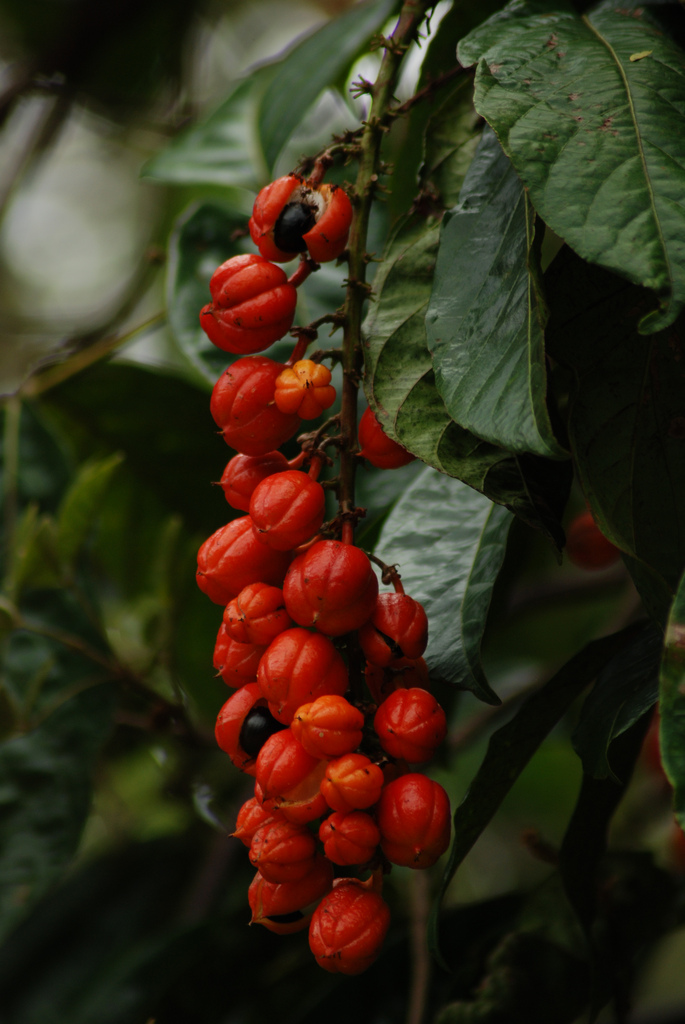
Termése
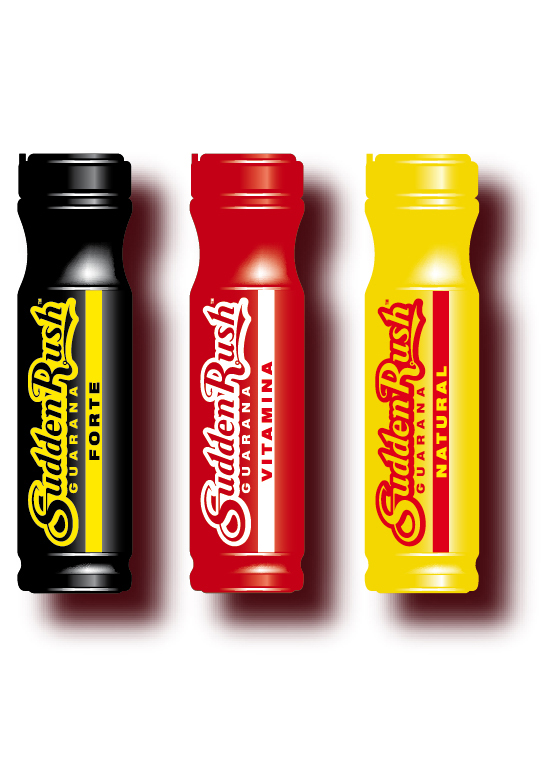
Készítmények